# Coelioxys burgdorfi
Coelioxys burgdorfi är en biart som beskrevs av Cockerell 1931. Coelioxys burgdorfi ingår i släktet kägelbin, och familjen buksamlarbin. Inga underarter finns listade i Catalogue of Life.